# 民主統一民衆運動連合
「民主統一民衆運動連合」（民統連）は、第五共和国時代の韓国において民主化運動を進めた在野勢力諸団体が結集して1985年3月29日に結成された組織である。

## 概要
1983年9月30日に、民主化運動をリードしていた青年活動家達が結集し、初の合法的運動団体である｢民主化運動青年連合｣を結成させて以降、「韓国労働者福祉協議会｣（韓国労協 84年3月結成）や｢全国学生総連合｣（全学連 85年5月結成）など各分野における民主化運動諸団体が続々結成されるなかで、合法運動圏の統合が模索されるようになった。その過程において基層運動（労働者や農民への宣伝及び組織活動）の強化と組織的な活動を掲げている各種運動団体が1984年6月に｢民衆民主運動協議会｣（民民協）としてまず統合を果たし、1970年代の民主化運動を指導した在野人士達は同年10月に｢民主統一国民会議｣（国民会議）を結成した。民民協と国民会議の2つの運動団体は、1985年2月の第12代国会議員選挙を通じて、統合についての論議を活発に展開し、同年3月に両団体が統合して｢民主統一民衆運動連合｣が結成された。｢民主化運動と民族統一運動は一つである｣との理念の下に、二十五団体が加盟した。
民統連結成以降、反独裁民主化闘争、反外勢自主化闘争、民衆生存権闘争を展開し、民族民主運動（韓国における在野運動の呼名）の急進的役割を担った。86年から｢民主憲法争取国民闘争委員会｣を設置し、以降、新韓民主党（新民党）の改憲集会と結合し、全国民的規模の改憲運動を巻き起こすなどの役割を担った。86年5月3日、新民党仁川支部における集会（5・3仁川事態）以降に直面した運動圏への集中的な弾圧に直面した民統連は、87年5月27日に6月民衆抗争を主導する役割を担うことになる｢民主憲法争取国民運動本部｣（国民運動本部、国本）を結成、89年1月に結成された｢全国民族民主運動連合｣（全民連）を結成する過程で、民統連は解体された。

## 綱領
1. 祖国の平和統一を民衆の力で達成する。
2. 自主的民主政府を樹立して、政治的民主主義を実現する。
3. 軍部独裁の諸悪法を撤廃し、国民の民主的基本権利を完全に実現する。
4. 経済構造の植民地的いびつさを打破し、自立経済を建設する。
5. 経済的諸特権を撤廃し、主要基幹産業の公営体制を確立する。
6. 民主的労働運動を保障し、労働者の政治的社会的経済的権利を実現する。
7. 農畜産・漁業を保護育成し、農漁民の権利を実現する。
8. 都市貧民の生存権を保障する。
9. 女性の権利を保障し、社会的経済的地位を向上させる。
10. 反民衆的大衆文化を清算し、民衆的民族的文化を育てる。
11. 反民主的教育構造を清算し、民主・民族教育を実現する。
12. 対外的不平等関係を清算し、自主外交路線を実現する。
13. 反戦、反核運動を展開して、世界平和を具現する。

出典：梁官洙著『韓国 民族民主運動の軌跡 1980-1992』柘植書房、209～214頁の｢民主・統一民衆運動綱領｣より引用